# Miantochora venerata
Miantochora venerata là một loài bướm đêm trong họ Geometridae.